# یویو (فیلم)
یویو (انگلیسی: Yo Yo) یک فیلم به کارگردانی پیر اتکس محصول سال ۱۹۶۵ کشور فرانسه است. پیر اتکس و کلودین اوژه از جمله بازیگران این فیلم هستند. فیلم یویو در جشنواره فیلم کن ۱۹۶۵ حضور داشته است.